# 林トラック

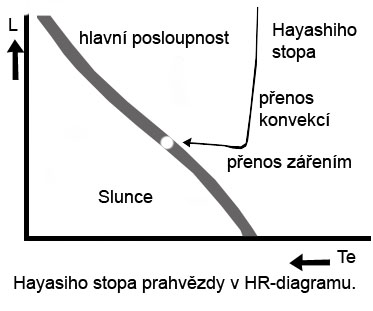
林トラック

林トラック（はやしとらっく、Hayashi track）とは、ほぼ静水圧平衡に達した星間ガス雲の塊が原始星として進化する過程でヘルツシュプルング・ラッセル図上を移動する軌跡である。日本の林忠四郎によって初めてその存在が理論的に提唱された。
林は1961年に、恒星の有効温度には最小値が存在することを示した。この最小値よりも低温の星では静水圧平衡が維持できないため、星は力学的に安定に存在することができない。この境界は温度で約4,000K付近に相当し、HR図上では右側の境界線として表れる。原始星となるガス雲の温度がこの温度より低い場合にはガス雲は収縮し、この境界温度に達するまで温度が上昇する。この境界温度に達した原始星はケルビン-ヘルムホルツ収縮の時間尺度で収縮を続けるが、有効温度はほとんど上昇せず、HR図上をほぼ垂直下向きに（光度が暗くなる方向に）移動する。この移動経路を林トラックと呼び、HR図で林トラックより右（低温）側の領域を林の禁止領域、また原始星が林トラック上にある時代を林フェイズと呼ぶ。
林トラックにある原始星の内部のエネルギー輸送は完全に対流優勢となっている。これは、原始星は温度が低くガスの不透明度が大きいため、輻射によるエネルギー輸送が効果的に働かず、その結果として星内部での温度勾配が大きくなるためである。質量が0.5太陽質量以下の星は前主系列段階のほぼ全ての時代を林トラック上で過ごし、林トラックの下端で主系列に乗る。質量が0.5太陽質量より大きい星は林トラックの末端まで進んだところで内部温度が十分高くなり、中心部の不透明度が下がって対流輸送よりも輻射輸送の方が効果的にエネルギーを外部へ輸送するようになる。このため、ヘニエイトラックという別の進化経路に移り、HR図上をほぼ水平に左（高温側）に向かって進化して主系列に至る。従って、ある質量を持つ原始星が林トラック上で最も光度が暗くなる点は、その質量の星の内部が完全に対流優勢の状態でいられる最小光度の点となる。
林トラックの上にある原始星の内部は完全に対流的となっていることから、主系列に達したばかりの恒星の内部はほぼ一様な化学組成を持っていると考えてよい。